# Belleville-sur-Mer
Belleville-sur-Mer era un comune francese di 795 abitanti situato nel dipartimento della Senna Marittima nella regione della Normandia.
Il 1º gennaio 2016 si è fuso con altri 17 comuni per formare il nuovo comune di Petit-Caux di cui è divenuto comune delegato.

## Storia

### Simboli
Lo stemma riprende il blasone della famiglia, tuttora esistente, dei marchesi di Belleville che nel 1986 ne ha autorizzato l'uso da parte del comune.

## Società

### Evoluzione demografica
Abitanti censiti